# Gare de Bougtob
La gare de Bougtob, ou gare de Bou-Ktoub, est une ancienne gare ferroviaire algérienne située dans la commune de Bougtob, dans la Wilaya d'El Bayadh.

## Situation ferroviaire
Établie à une altitude de 994,600 m, la gare est située au point kilométrique (PK) 322,300 de la ligne d'Oran à Kenadsa, où elle est précédée de l'ancienne gare d'El Kheiter et suivie de l'ancienne gare de Rezaïna.

## Histoire

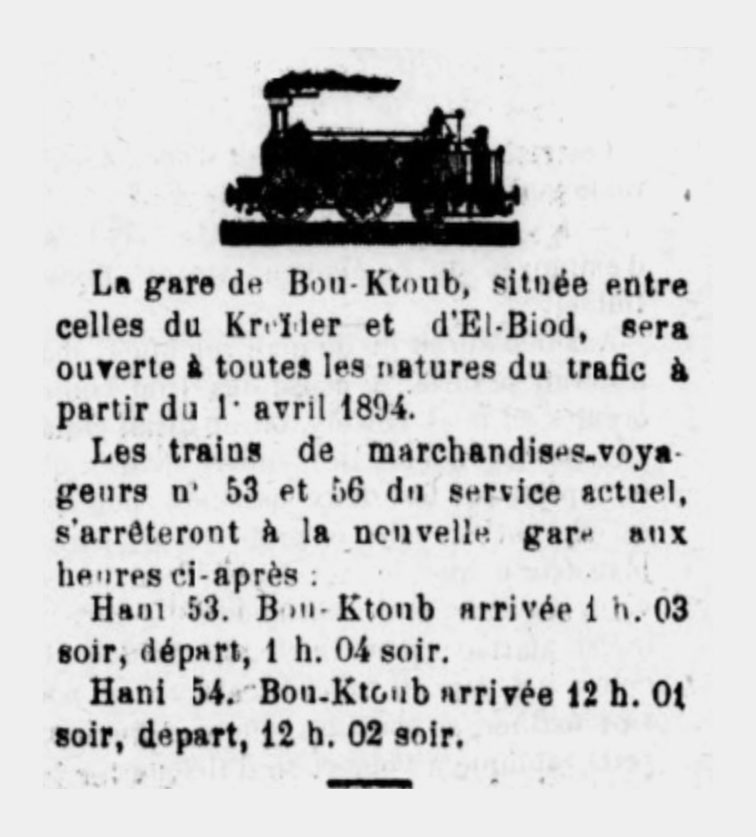
Ouverture de la gare de Bou-Ktoub - Journal L'Indépendant de Mascara, 1894.

Lors de la colonisation, la gare portait le nom de gare de Bou-Ktoub.
La gare est mise en service le 31 décembre 1881 lors de l'ouverture de la section du Kreider à El Biod de l'ancienne ligne à voie étroite de 1 055 mm d'Oran à Kenadsa, où elle était précédée de la gare du Kreider (gare d'El Kheiter) et suivie de la gare de Rezaïna,,.
Le 1er avril 1894, la gare est ouverte à tout type de trafic passager et marchandise.